# Ziga (Gemeinde)
Ziga ist sowohl eine Gemeinde (französisch commune rurale) als auch ein dasselbe Gebiet umfassendes Departement im westafrikanischen Staat Burkina Faso in der Region Centre-Nord und der Provinz Sanmatenga. Die Gemeinde hat in 20 Dörfern 34.108 Einwohner, in der Mehrzahl Mossi.
Auf dem Gemeindegebiet liegt der Ziga-Stausee, welcher der Wasserversorgung der nahegelegenen Hauptstadt Ouagadougou dient.